# Lady Luck Hotel & Casino
Lady Luck – hotel i kasyno, położony w centrum miasta Las Vegas, w stanie Nevada. Budynek stanowi własność korporacji CIM Group. Część znajdujących się w nim pokoi to timeshare'y. Od 2006 roku pozostaje zamknięty na czas bliżej nieokreślony.
Lady Luck pozostaje zamknięty od 2006 roku, a jego wnętrze jest w znacznej większości zniszczone w celu przygotowań do renowacji. Obiekt, zajmujący powierzchnię 25.400 m², składa się z czteropoziomowego parkingu podziemnego oraz dwóch wież – 17-piętrowej East Tower (wybudowanej w 1985 roku, połączonej z kasynem i liczącej 297 pokoi położonych na piętrach 3-17), a także 25-piętrowej West Tower (liczącej 334 pokoi położonych na piętrach 6-25). 

## Historia
W 2000 roku nowym właścicielem Lady Luck została korporacja Isle of Capri. Jednak już dwa lata później obiekt nabyła Steadfast AMX – korporacja postanowiła przemienić dwa piętra hotelowe w timeshare'y. 13 maja 2005 roku Lady Luck został wykupiony przez Henry Brent Company za 24 miliony dolarów. 16 maja ogłoszono plany gruntownej renowacji obiektu, która miała rozpocząć się na początku 2006 roku. 11 lutego 2006 roku hotel i kasyno, z wyjątkiem timeshare'ów, zostały zamknięte w celu modernizacji. Początkowo planowano, że prace remontowe powinny zakończyć się w ciągu kolejnych 9-12 miesięcy, jednak problemy finansowe Henry Brent Company nie pozwoliły na finalizację działań. 
12 czerwca 2007 roku kasyno Lady Luck zostało wykupione przez CIM Group za 20,4 miliony dolarów. Korporacja nie podjęła się jednak renowacji obiektu; ogłoszono natomiast plany ożywienia 3rd Street przez tworzenie nowej przestrzeni handlowej i rozrywkowej, a także budowę trzech wież hotelowych.
W lipcu 2008 roku miasto Las Vegas badało sprawę zmian przeznaczenia okolicznych gruntów, podejmując próby przeniesienia centrum tranzytowego w inne miejsce. Tym samym, ziemia mogłaby być łatwo przeznaczona do dalszego rozwoju. Burmistrz Oscar Goodman wspierał próby wznowienia planów renowacji Lady Luck, mówiąc o stanie obiektu: "przez kilka ostatnich lat oglądaliśmy gnijącego trupa". W 2009 roku Goodman określił Lady Luck mianem "katastrofy".
Władze miasta Las Vegas dążyły do tego, by CIM Group zajęła się niedokończonymi strukturami Lady Luck przy Fourth Street i Stewart Avenue, a także utrzymywaniem w lepszym stanie pobliskich chodników oraz zieleni. Pierwotne postanowienie mówiło, że CIM ma czas do końca grudnia 2009 roku, by rozpocząć wartą 100 milionów dolarów renowację Lady Luck lub utraci możliwość przejęcia od miasta terenu nieopodal Mob Museum.
15 marca 2010 roku CIM Group zawarła porozumienie z przedstawicielami miasta, które zakłada, że prace renowacyjne zostaną ukończone 31 grudnia 2011 roku. To z kolei stwarza możliwość, że Lady Luck zostanie ponownie otwarta w 2012 roku, 6 lat od czasu zamknięcia.